# Copa del Mundo de Biatlón de 2019-20

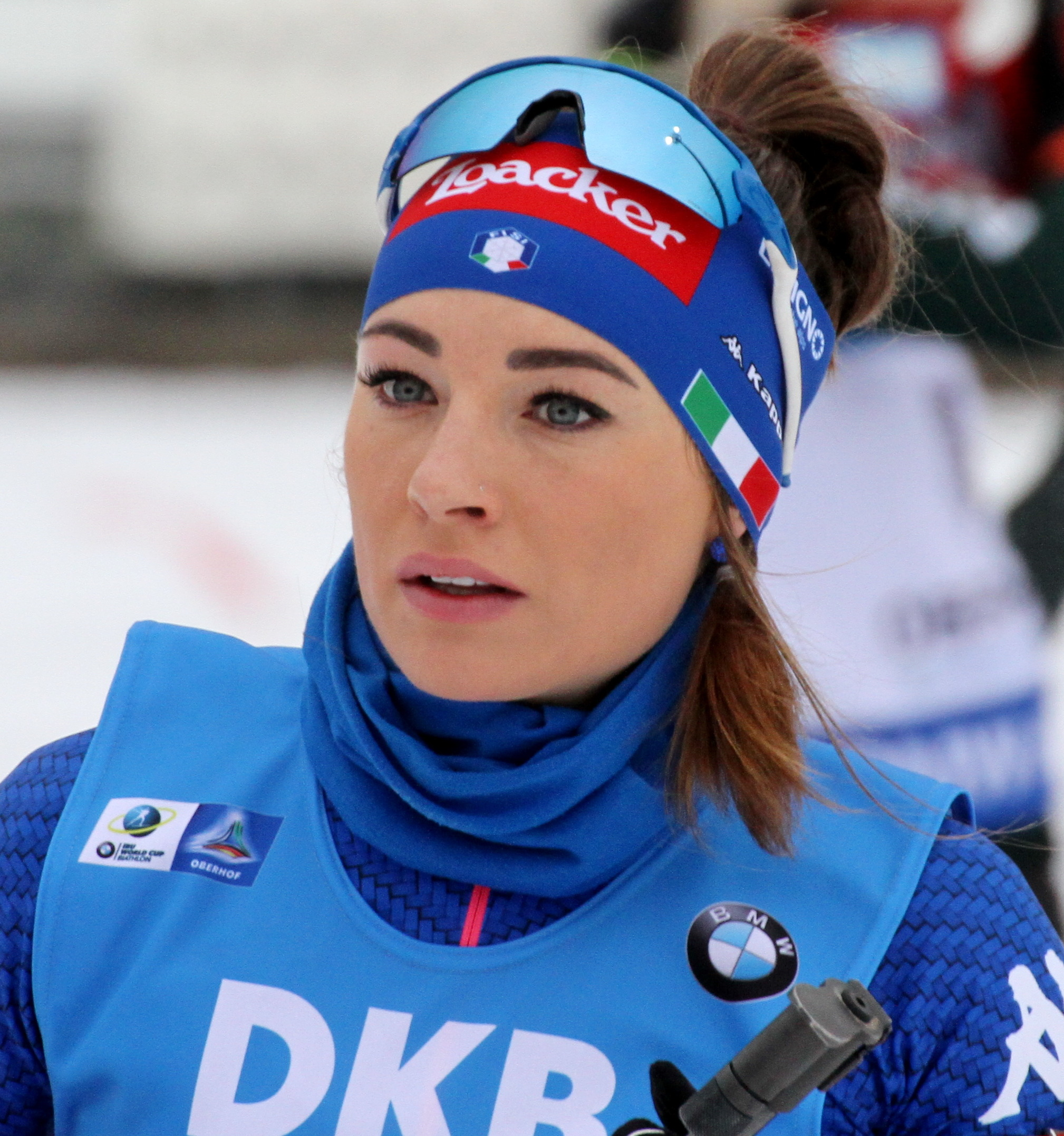
Dorothea Wierer, vencedora en el biatlón sprint de Östersund en diciembre de 2019.

La Copa del Mundo de Biatlón de 2019-20 es la 43.ª temporada para los hombres y la 38.ª temporada para las mujeres, organizada por la Unión Internacional de Biatlón (IBU, en sus siglas en inglés. Comenzó el 30 de noviembre de 2019 en Östersund, Suecia, y termina el 22 de marzo de 2020 en Holmenkollen, Noruega.

## Hombres

### Resultados
| Fecha                                 | Localidad                   | Tipo | Ganador                                                                         | Segundo                                                                          | Tercero                                                                          |
| ------------------------------------- | --------------------------- | ---- | ------------------------------------------------------------------------------- | -------------------------------------------------------------------------------- | -------------------------------------------------------------------------------- |
| 1 de diciembre de 2019                | Östersund, Suecia           | SP   | Johannes Thingnes Bø                                                            | Tarjei Bø                                                                        | Matvej Eliseev                                                                   |
| 4 de diciembre de 2019                | Östersund, Suecia           | IN   | Martin Fourcade                                                                 | Simon Desthieux                                                                  | Quentin Fillon Maillet                                                           |
| 7 de diciembre de 2019                | Östersund, Suecia           | RL   | Noruega · Johannes Dale · Erlend Bjøntegaard · Tarjei Bø · Johannes Thingnes Bø | Francia Émilien Jacquelin Quentin Fillon Maillet Simon Desthieux Martin Fourcade | Italia · Lukas Hofer · Thomas Bormolini · Daniele Cappellari · Dominik Windisch  |
| 13 de diciembre de 2019               | Hochfilzen, Austria         | SP   | Johannes Thingnes Bø                                                            | Simon Desthieux                                                                  | Alexandr Lóguinov                                                                |
| 14 de diciembre de 2019               | Hochfilzen, Austria         | PU   | Johannes Thingnes Bø                                                            | Alexandr Lóguinov                                                                | Émilien Jacquelin                                                                |
| 15 de diciembre de 2019               | Hochfilzen, Austria         | RL   | Noruega · Johannes Dale · Erlend Bjøntegaard · Tarjei Bø · Johannes Thingnes Bø | Alemania · Philipp Horn · Johannes Kühn · Arnd Peiffer · Benedikt Doll           | Francia Antonin Guigonnat Émilien Jacquelin Fabien Claude Quentin Fillon Maillet |
| 19 de diciembre de 2019               | Le Grand-Bornand, Francia   | SP   | Benedikt Doll                                                                   | Tarjei Bø                                                                        | Quentin Fillon Maillet                                                           |
| 21 de diciembre de 2019               | Le Grand-Bornand, Francia   | PU   | Johannes Thingnes Bø                                                            | Quentin Fillon Maillet                                                           | Vetle Sjåstad Christiansen                                                       |
| 22 de diciembre de 2019               | Le Grand-Bornand, Francia   | MS   | Johannes Thingnes Bø                                                            | Émilien Jacquelin                                                                | Tarjei Bø                                                                        |
| 10 de enero de 2020                   | Oberhof, Alemania           | SP   | Martin Fourcade                                                                 | Émilien Jacquelin                                                                | Johannes Kühn                                                                    |
| 11 de enero de 2020                   | Oberhof, Alemania           | RL   | Noruega                                                                         | Francia                                                                          | Alemania                                                                         |
| 12 de enero de 2020                   | Oberhof, Alemania           | MS   |                                                                                 |                                                                                  |                                                                                  |
| 16 de enero de 2020                   | Ruhpolding, Alemania        | SP   |                                                                                 |                                                                                  |                                                                                  |
| 18 de enero de 2020                   | Ruhpolding, Alemania        | RL   |                                                                                 |                                                                                  |                                                                                  |
| 19 de enero de 2020                   | Ruhpolding, Alemania        | PU   |                                                                                 |                                                                                  |                                                                                  |
| 23 de enero de 2020                   | Pokljuka, Eslovenia         | IN   |                                                                                 |                                                                                  |                                                                                  |
| 26 de enero de 2020                   | Pokljuka, Eslovenia         | MS   |                                                                                 |                                                                                  |                                                                                  |
| Campeonato Mundial de Biatlón de 2020 |                             |      |                                                                                 |                                                                                  |                                                                                  |
| 15 de febrero de 2020                 | Anterselva, Italia          | SP   |                                                                                 |                                                                                  |                                                                                  |
| 16 de febrero de 2020                 | Anterselva, Italia          | PU   |                                                                                 |                                                                                  |                                                                                  |
| 19 de febrero de 2020                 | Anterselva, Italia          | IN   |                                                                                 |                                                                                  |                                                                                  |
| 22 de febrero de 2020                 | Anterselva, Italia          | RL   |                                                                                 |                                                                                  |                                                                                  |
| 23 de febrero de 2020                 | Anterselva, Italia          | MS   |                                                                                 |                                                                                  |                                                                                  |
| 6 de marzo de 2020                    | Nové Město, República Checa | SP   |                                                                                 |                                                                                  |                                                                                  |
| 7 de marzo de 2020                    | Nové Město, República Checa | RL   |                                                                                 |                                                                                  |                                                                                  |
| 8 de marzo de 2020                    | Nové Město, República Checa | MS   |                                                                                 |                                                                                  |                                                                                  |
| 12 de marzo de 2020                   | Kontiolahti, Finlandia      | SP   |                                                                                 |                                                                                  |                                                                                  |
| 14 de marzo de 2020                   | Kontiolahti, Finlandia      | PU   |                                                                                 |                                                                                  |                                                                                  |
| 20 de marzo de 2020                   | Holmenkollen, Noruega       | SP   |                                                                                 |                                                                                  |                                                                                  |
| 21 de marzo de 2020                   | Holmenkollen, Noruega       | PU   |                                                                                 |                                                                                  |                                                                                  |
| 22 de marzo de 2020                   | Holmenkollen, Noruega       | MS   |                                                                                 |                                                                                  |                                                                                  |

Leyenda: IN = individual (20 km), SP = sprint (10 km), PU = persecución (12,5 km), MS = salida en masa (15 km), RL = relevos (4x7,5 km)

### Clasificación general
(Actualizada tras la prueba del 10 de enero)
| Pos. | Nombre                 | Nación  | Puntos |
| ---- | ---------------------- | ------- | ------ |
| 1    | Johannes Thingnes Bø   | Noruega | 374    |
| 2    | Tarjei Bø              | Noruega | 330    |
| 3    | Martin Fourcade        | Francia | 327    |
| 4    | Émilien Jacquelin      | Francia | 311    |
| 5    | Alexandr Lóguinov      | Rusia   | 305    |
| 6    | Simon Desthieux        | Francia | 304    |
| 7    | Quentin Fillon Maillet | Francia | 303    |
| 8    | Erlend Bjøntegaard     | Noruega | 252    |
| 9    | Johannes Dale          | Noruega | 233    |
| 10   | Matvej Eliseev         | Rusia   | 226    |

## Mujeres

### Resultados
| Fecha                                 | Localidad                   | Tipo | Ganadora                                                                               | Segunda                                                                            | Tercera                                                               |
| ------------------------------------- | --------------------------- | ---- | -------------------------------------------------------------------------------------- | ---------------------------------------------------------------------------------- | --------------------------------------------------------------------- |
| 1 de diciembre de 2019                | Östersund, Suecia           | SP   | Dorothea Wierer                                                                        | Marte Olsbu                                                                        | Markéta Davidová                                                      |
| 5 de diciembre de 2019                | Östersund, Suecia           | IN   | Justine Braisaz                                                                        | Julija Džyma                                                                       | Julia Simon                                                           |
| 8 de diciembre de 2019                | Östersund, Suecia           | RL   | Noruega · Karoline Offigstad Knotten · Ingrid Tandrevold · Tiril Eckhoff · Marte Olsbu | Suiza · Elisa Gasparin · Selina Gasparin · Aita Gasparin · Lena Häcki              | Suecia · Linn Persson · Elvira Öberg · Mona Brorsson · Hanna Öberg    |
| 13 de diciembre de 2019               | Hochfilzen, Austria         | SP   | Dorothea Wierer                                                                        | Ingrid Tandrevold                                                                  | Svetlana Mironova                                                     |
| 14 de diciembre de 2019               | Hochfilzen, Austria         | RL   | Noruega · Karoline Offigstad Knotten · Ingrid Tandrevold · Tiril Eckhoff · Marte Olsbu | Rusia · Kristina Reztsova · Larisa Kuklina · Svetlana Mironova · Ekaterina Jurlova | Suiza · Elisa Gasparin · Selina Gasparin · Aita Gasparin · Lena Häcki |
| 15 de diciembre de 2019               | Hochfilzen, Austria         | PU   | Tiril Eckhoff                                                                          | Hanna Öberg                                                                        | Ingrid Tandrevold                                                     |
| 20 de diciembre de 2019               | Le Grand-Bornand, Francia   | SP   | Tiril Eckhoff                                                                          | Justine Braisaz                                                                    | Markéta Davidová                                                      |
| 21 de diciembre de 2019               | Le Grand-Bornand, Francia   | PU   | Tiril Eckhoff                                                                          | Ingrid Tandrevold                                                                  | Lena Häcki                                                            |
| 22 de diciembre de 2019               | Le Grand-Bornand, Francia   | MS   | Tiril Eckhoff                                                                          | Dorothea Wierer                                                                    | Linn Persson                                                          |
| 9 de enero de 2020                    | Oberhof, Alemania           | SP   | Marte Olsbu                                                                            | Denise Herrmann                                                                    | Julia Simon                                                           |
| 11 de enero de 2020                   | Oberhof, Alemania           | RL   | Noruega                                                                                | Suecia                                                                             | Francia                                                               |
| 12 de enero de 2020                   | Oberhof, Alemania           | MS   | Kaisa Mäkäräinen                                                                       | Tiril Eckhoff                                                                      | Marte Olsbu Røiseland                                                 |
| 15 de enero de 2020                   | Ruhpolding, Alemania        | SP   | Tiril Eckhoff                                                                          | Hanna Öberg                                                                        | Dorothea Wierer                                                       |
| 17 de enero de 2020                   | Ruhpolding, Alemania        | RL   |                                                                                        |                                                                                    |                                                                       |
| 19 de enero de 2020                   | Ruhpolding, Alemania        | PU   |                                                                                        |                                                                                    |                                                                       |
| 24 de enero de 2020                   | Pokljuka, Eslovenia         | IN   |                                                                                        |                                                                                    |                                                                       |
| 26 de enero de 2020                   | Pokljuka, Eslovenia         | MS   |                                                                                        |                                                                                    |                                                                       |
| Campeonato Mundial de Biatlón de 2020 |                             |      |                                                                                        |                                                                                    |                                                                       |
| 14 de febrero de 2020                 | Anterselva, Italia          | SP   |                                                                                        |                                                                                    |                                                                       |
| 16 de febrero de 2020                 | Anterselva, Italia          | PU   |                                                                                        |                                                                                    |                                                                       |
| 18 de febrero de 2020                 | Anterselva, Italia          | IN   |                                                                                        |                                                                                    |                                                                       |
| 22 de febrero de 2020                 | Anterselva, Italia          | RL   |                                                                                        |                                                                                    |                                                                       |
| 23 de febrero de 2020                 | Anterselva, Italia          | MS   |                                                                                        |                                                                                    |                                                                       |
| 5 de marzo de 2020                    | Nové Město, República Checa | SP   |                                                                                        |                                                                                    |                                                                       |
| 7 de marzo de 2020                    | Nové Město, República Checa | RL   |                                                                                        |                                                                                    |                                                                       |
| 8 de marzo de 2020                    | Nové Město, República Checa | MS   |                                                                                        |                                                                                    |                                                                       |
| 13 de marzo de 2020                   | Kontiolahti, Finlandia      | SP   |                                                                                        |                                                                                    |                                                                       |
| 14 de marzo de 2020                   | Kontiolahti, Finlandia      | PU   |                                                                                        |                                                                                    |                                                                       |
| 20 de marzo de 2020                   | Holmenkollen, Noruega       | SP   |                                                                                        |                                                                                    |                                                                       |
| 21 de marzo de 2020                   | Holmenkollen, Noruega       | PU   |                                                                                        |                                                                                    |                                                                       |
| 22 de marzo de 2020                   | Holmenkollen, Noruega       | MS   |                                                                                        |                                                                                    |                                                                       |

Leyenda: IN = individual (20 km), SP = sprint (10 km), PU = persecución (12,5 km), MS = salida en masa (15 km), RL = relevos (4x7,5 km)

### Clasificación generalTop 5
(Actualizada tras la prueba del 15 de enero)
| Pos. | Nombre            | Nación   | Puntos |
| ---- | ----------------- | -------- | ------ |
| 1    | Tiril Eckhoff     | Noruega  | 441    |
| 2    | Dorothea Wierer   | Italia   | 438    |
| 3    | Julia Simon       | Francia  | 321    |
| 4    | Ingrid Tandrevold | Noruega  | 314    |
| 5    | Denise Herrmann   | Alemania | 295    |